# Ремонт обладнання

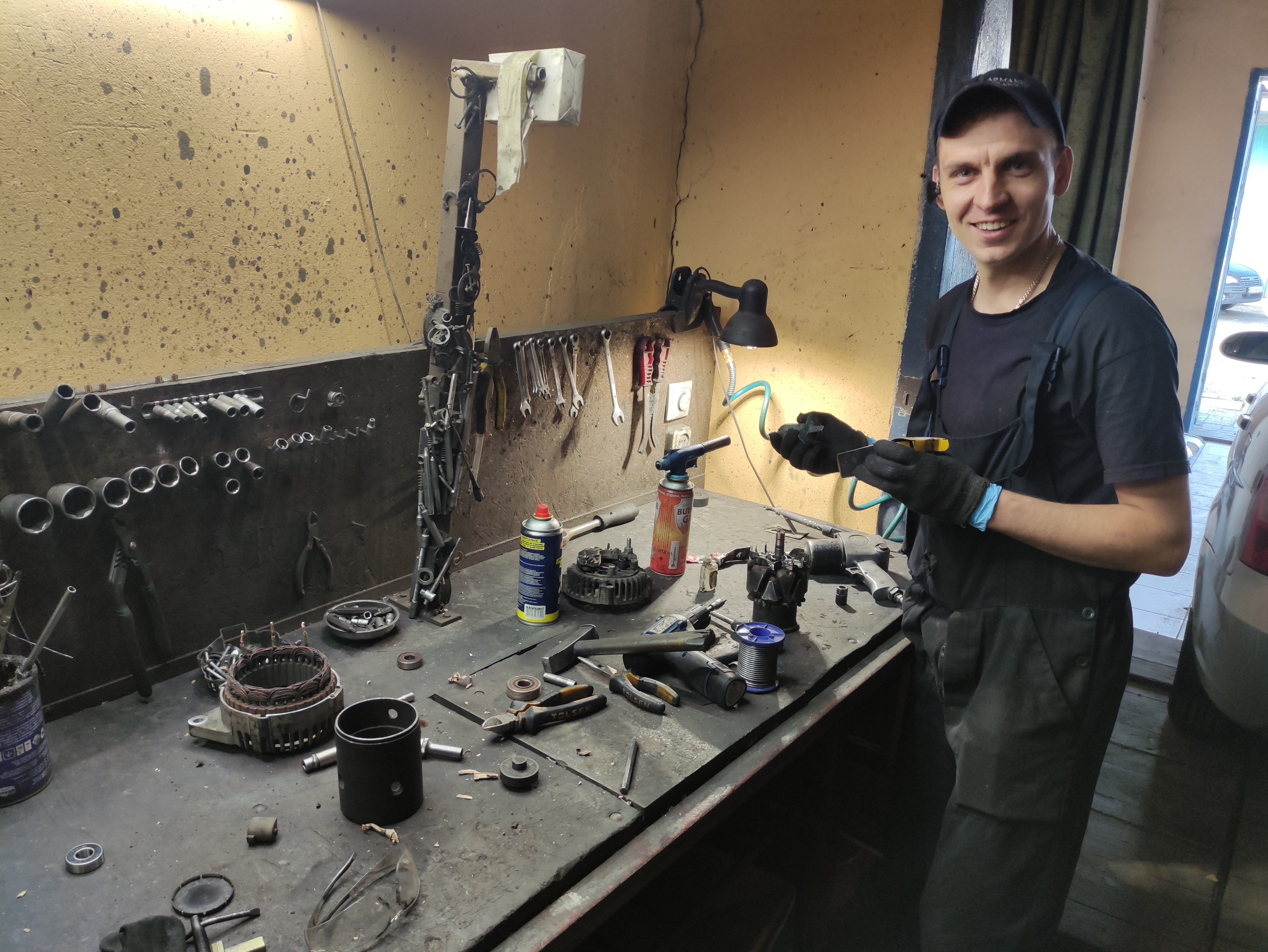
Майстер автомобільної СТО за ремонтом автогенератора постійного струму, Київ, СТО Скайстартер, 2021 рік

Ремонт обладнання (рос. ремонт оборудования; англ. equipment repair; нім. Ausrüstungsreparatur f) – ремонт, який за змістом, обсягом та складністю підрозділяється на: 
- 1) поточний ремонт – він в свою чергу ділиться на: малий – заміна чи ремонт змінних деталей і регулювання механізмів; середній – заміна чи відновлення спрацьованих деталей, часткове розбирання машин (середні ремонти при періодичності більше року відносяться до капітальних і витрати на їх проведення враховуються в нормах амортизації);

- 2) капітальний ремонт – повне розбирання агрегатів із заміною усіх спрацьованих частин, виправлення деталей, які не замінюються; супроводжується звичайно модернізацією обладнання;

- 3) відновний ремонт – ремонт обладнання, яке вийшло з ладу внаслідок аварій, стихійних лих, тривалої бездії.

Терміни проведення, складність та обсяг ремонтних робіт звичайно передбачаються системою планово-запобіжного ремонту (обслуговування).